# Germanetes dels Ancians Desemparats
Les Germanetes dels Ancians Desemparats (en llatí Congregatio Parvarum Sororum Senium Derelictorum) formen un institut religiós femení de dret pontifici, concretament una congregació religiosa. Les membres fan servir rere el seu nom les sigles H.A.D. (del nom original en castellà Hermanitas de los Ancianos Desamparados).

## Història
La congregació va ser fundada a Barbastre (Osca) el 27 de gener de 1873 pel sacerdot Saturnino López Novoa (1830-1905) i la mare Teresa Jornet i Ibars (1843-1887). El maig del mateix 1873 la congregació es traslladà a València.
L'institut va rebre el decretum laudis pontifici el 14 de juny de 1876 i va ser definitivament aprovat per la Santa Seu el 24 d'agost de 1887. Les constitucions van ser aprovades el 21 d'agost del 1897.
La fundadora va ser canonitzada per Pau VI en 1974.

## Activitats i difusió
Les Germanetes dels Ancians Desemparats es dediquen a la cura i assistència material i espiritual dels ancians i invàlids dels dos sexes.
Són presents a Espanya, tots els estats de Sud-amèrica, Cuba, Puerto Rico, Mèxic, República Dominicana, Alemanya, Itàlia, Portugal i Moçambic. La casa general de l'orde és a València.
Al final de 2005, la congregació comptava amb 2.527 religioses (la majoria, 2.100, amb vots perpetus) a 210 cases, on es té cura d'uns 26.000 ancians.